# Чернова Тамара Олександрівна
Тамара Олександрівна Чернова (нар. 2 січня 1928, Єкатеринбург, Російська РФСР, СРСР) — радянська російська акторка, заслужена артистка РРФСР (1966).

## Біографія
Народилася 2 січня 1928 року в Свердловську (нині Єкатеринбург). Батько — партійний працівник. Мати — домогосподарка. Мала двох сестер.
Під час німецько-радянської війни, будучи підліткою, працювала на заводі, також доглядала за пораненими в госпіталі. Після війни батька перевели до Києва, де він займався відновленням зруйнованої української столиці. У 1947 році в Києві закінчила театральну студію при Російському театрі ім. Лесі Українки. Далі переїхала в Ленінград, де навчалася на акторському факультеті Ленінградського театрального інституту на курсі Бориса Зона. Однак ленінградський вуз довелося залишити через привабливу пропозицію зніматисяв кіно.
У 1950 році дебютувала в кіно у військовій драмі Костянтина Юдіна «Сміливі люди», зіграла одну з головних ролей — Надію Воронову. Фільм був знятий в рідкісному для радянського кіно жанрі вестерну і розповідав про працівників кінного заводу, які під час війни на окупованій території створили партизанський загін. У 1950-ті фільм став рекордсменом кінопрокату, а Тамара Чернова отримала всесоюзну популярність. Після зйомок у фільмі «Сміливі люди» була прийнята на другий курс Школи-студії МХАТ, після закінчення якої в 1953 році увійшла до складу трупи Театру імені Моссовєта, працювала там до 1991 року.
У 1991 році Тамара Чернова через хворобу ніг і серця була змушена піти з театру, також перестала з'являтися на екрані. Винятком став фільм 1998 року «Бідна Ліза», в якому вона втілила матір Лізи.

## Особисте життя
- Перший чоловік — Костянтин Савицький, працював у ДАВТ художником по костюмах. Одружилися на початку 1950-х. Пізніше шлюб розпався. У шлюбі народила дочку Тетяну, яка народила доньку Риту. Оскільки донька сильно хворіла, внучка з 12 років виховувалася в акторки.
- Другий чоловік — Борис Бруштейн, адвокат. Прожили разом 10 років.

Свого часу вона подарувала московську квартиру онучці, а сама перебралася до Любима Ярославської області. Внучка Рита проживає на Мальті, одружена, має дітей — правнуків Тамари Чернової.

## Фільмографія
| Рік  |   | Назва                                     | Роль                                            |    |
| ---- | - | ----------------------------------------- | ----------------------------------------------- | -- |
| 1950 | ф | Сміливі люди                              | Надія Петрівна Воронова                         | ру |
| 1955 | ф | Бахтіяр                                   | Саша Верховська                                 | ру |
| 1956 | ф | Мандрівка в молодість                     | Марина Степанівна Назарова                      | ру |
| 1958 | ф | Ходіння по муках                          | Жінка Сорокіна                                  | ру |
| 1965 | ф | Як вас тепер називати?                    | Співробітниця канцелярії                        | ру |
| 1969 | ф | Дворянське гніздо                         | Марія Дмитрівна                                 | ру |
| 1970 | ф | Дві сестри                                | Ганна Петрівна                                  | ру |
| 1971 | ф | Синє небо                                 | Магда                                           | ру |
| 1974 | ф | Велике протистояння                       | Ірина Михайлівна, дружина кінорежисера Расщепея | ру |
| 1975 | ф | Дивна місіс Севідж (фільм-спектакль)      | Міс Вілі                                        | ру |
| 1978 | ф | На півдорозі до вершини (фільм-спектакль) | Леді Фіцбаттресс                                | ру |
| 1979 | ф | Завдання з трьома невідомими              | Шустова, мама Олега                             | ру |
| 1979 | ф | Залізні гри                               | Дружина Мілютіна                                | ру |
| 1981 | ф | І з вами знову я...                       | Наталя Іванівна Гончарова                       | ру |
| 1982 | ф | Старовинний детектив                      | Знатна дама                                     | ру |
| 1985 | ф | Місто над головою                         | Епізод                                          | ру |
| 1988 | ф | Захисник Сєдов (короткометражний)         | Марія Антонівна                                 | ру |
| 1996 | ф | Щоб пам'ятали                             | Халима                                          | ру |
| 1998 | ф | Бідна Ліза                                | Стара пані                                      | ру |